# As Cônicas
As Cônicas são um tratado composto de oito livros de autoria de Apolônio de Perga. Do conjunto, sobrevivem sete livros: A seção da relação,  A seção do espaço, A seção determinada, As inclinações, Os lugares planos, Os contatos e Okytokion. Nele, demonstra centenas de teoremas com uso dos métodos geométricos de Euclides.